# Hydrophoria fasciculata
Hydrophoria fasciculata is een vliegensoort uit de familie van de bloemvliegen (Anthomyiidae). De wetenschappelijke naam van de soort is voor het eerst geldig gepubliceerd in 1915 door Schnabl.